# أصدقاء (الموسم 8)
عُرِض الموسم الثامن من مسلسل فريندز وهو مسلسل كوميديا الموقف أمريكي من تأليف كل من ديفيد كرين ومارتا كوفمان على قناة إن بي سي في 27 سبتمبر 2001. ٱنتج المسلسل بواسطة شركة برايت/كوفمان/كرين برودكشنز بالاشتراك مع تلفزيون وارنر برذرز. يحتوي الموسم على 24 حلقة واختتم بثه في 16 مايو 2002. وبلغ متوسط مشاهدة هذا الموسم في الولايات المتحدة 24.5 مليون مشاهد، مما جعله أكثر البرامج التلفزيونية مشاهدة في الموسم التلفزيوني 2001-2002. كما فاز هذا الموسم بفئة «أفضل مسلسل كوميدي» بعد ترشح عدة مواسم أخرى لنفس الجائزة.

## لمحة عامة
يبدأ الموسم الثامن في حفل زفاف مونيكا وتشاندلر. تكتشف فيبي ومونيكا حمل رايتشل ويقنعانها بإجراء اختبار آخر لتأكيد ذلك. زعمت فيبي في البداية أن الاختبار سلبي، وهو أمر مخيب للآمال بشدة لرايتشل، ثم كشفت أنه إيجابي قائلة إن رايتشل تعرف الآن كيف تشعر حقًا حيال إنجاب طفل. كُشِف في النهاية عن أن روس هو الأب، ويدور الموسم حول حمل رايتشل. توافق رايتشل وروس على أن يكونا أبوين مشاركين دون استئناف علاقتهما الرومانسية؛ يبدأ روس بمواعدة مونا (بوني سومرفيل)، وهي زميلة عمل مونيكا من مطعم أليساندرو. يصطحب جوي رايتشل إلى الخارج لتهدئة مخاوفها بشأن الأمومة، ويدرك أن لديه مشاعر رومنسية تجاهها. شجع جوي رايتشل على البقاء في شقة روس حتى يشارك في الحمل. وهو ما ماجعل مونا تنفصل عن روس. يخبر جوي روس عن مشاعره تجاه رايتشل. يغضب روس في البداية لكنه يقبل بذلك. أخبر جوي رايتشل أنه يحبها لكنها أدركت أنها لا تبادله نفس الشعور، ويظل الاثنان صديقين. أعطت والدة روس خاتمًا عائليًا موروثا عندما تبدأ رايتشل في المخاض وتشجعه على عرض الزواج على رايتشل. يتردد روس ويضع الخاتم في سترته، ثم يتركها لاحقًا في غرفة رايتشل. بعد أن تمزح مونيكا حول إنجاب الأطفال، قررت هي وتشاندلر إنجاب طفل ويبدأن في ممارسة الجنس بينما لا يزالان في المستشفى. تضع رايتشل طفلتها إيما بعد مخاض مطول نُقِل خلاله العديد من الأمهات الحوامل بما في ذلك جانيس إلى غرفة الولادة. وتشعر بالحزن والخوف بعد أن قالت لها جانيس لاحقًا إن روس قد لا يكون موجودا دائمًا لأجلها ولأجل طفلتها. يسقط الخاتم من سترة روس على الأرض عندما يواسي جوي رايتشل. لما ركع جوي لالتقاطه توافق رايتشل على الزواج منه ظنا منها أنه تقدم لخطبتها. يعتزم روس في هذه الأثناء سؤال رايتشل عما إذا كانت رايتشل تريد استئناف علاقتهما.

## الاستقبال
صنف موقع «كولايدر» الموسم في المرتبة الأولى على ترتيب أفضل مواسم مسلسل فريندز العشرة. كانت حلقة «الواحدة مع الإشاعة» الحلقة المتميزة في الموسم وفقًا لهم.

## تقييمات الولايات المتحدة
بلغ متوسط مشاهدة هذا الموسم في الولايات المتحدة 24.5 مليون مشاهد، مما جعله أكثر البرامج التلفزيونية مشاهدة في الموسم التلفزيوني 2001-2002. كما فاز هذا الموسم بفئة «أفضل مسلسل كوميدي» بعد ترشح عدة مواسم أخرى لنفس الجائزة.